# Palazzo del Potala

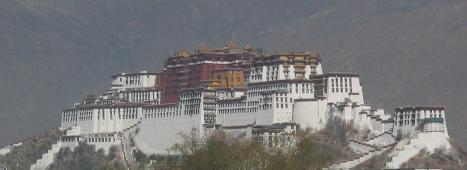
Palazzo del Potala

Il palazzo del Potala (alfabeto tibetano: པོ་ཏ་ལ; traslitterazione Wylie: Po ta la; cinese semplificato: 布达拉宫; cinese tradizionale: 布達拉宮) si trova a Lhasa, capitale della Regione Autonoma del Tibet, in Cina.
Prende il nome dal Monte Potala, la dimora di Avalokiteśvara. Il palazzo del Potala fu la residenza principale del Dalai Lama fino a che il 14º Dalai Lama fuggì a Dharamsala, India, in seguito all'annessione cinese ed alla fallita rivolta del 1959. Al giorno d'oggi il Palazzo del Potala è stato convertito in museo.
L'edificio misura 400 metri sul lato est-ovest e 350 metri su quello nord-sud, con pietre inclinate spesse 3 metri (5 metri alla base), con rame fuso attorno alle fondamenta per aiutare a proteggerlo dai terremoti. I tredici piani dell'edificio (contenente oltre 1000 stanze, 10.000 reliquiari e circa 200.000 statue) si alzano per 117 metri sulla cima del Marpo Ri, la "Collina Rossa", con un'altezza totale di oltre 300 metri dal fondo della valle. Secondo la tradizione le tre principali cime di Lhasa rappresentano i "Tre Protettori del Tibet". Chokpori, immediatamente a sud del Potala, è la "montagna dell'anima" (bla-ri) di Vajrapāṇi, Pongwari è quella di Mañjuśrī e Marpori, la cima su cui si trova il Potala, rappresenta Chenresig o Avalokitesvara.

## Storia
Il sito venne usato come luogo di meditazione da re Songtsen Gampo, che nel 637 costruì qui il primo palazzo al fine di onorare la moglie Wencheng Kongjo, della dinastia Tang della Cina.

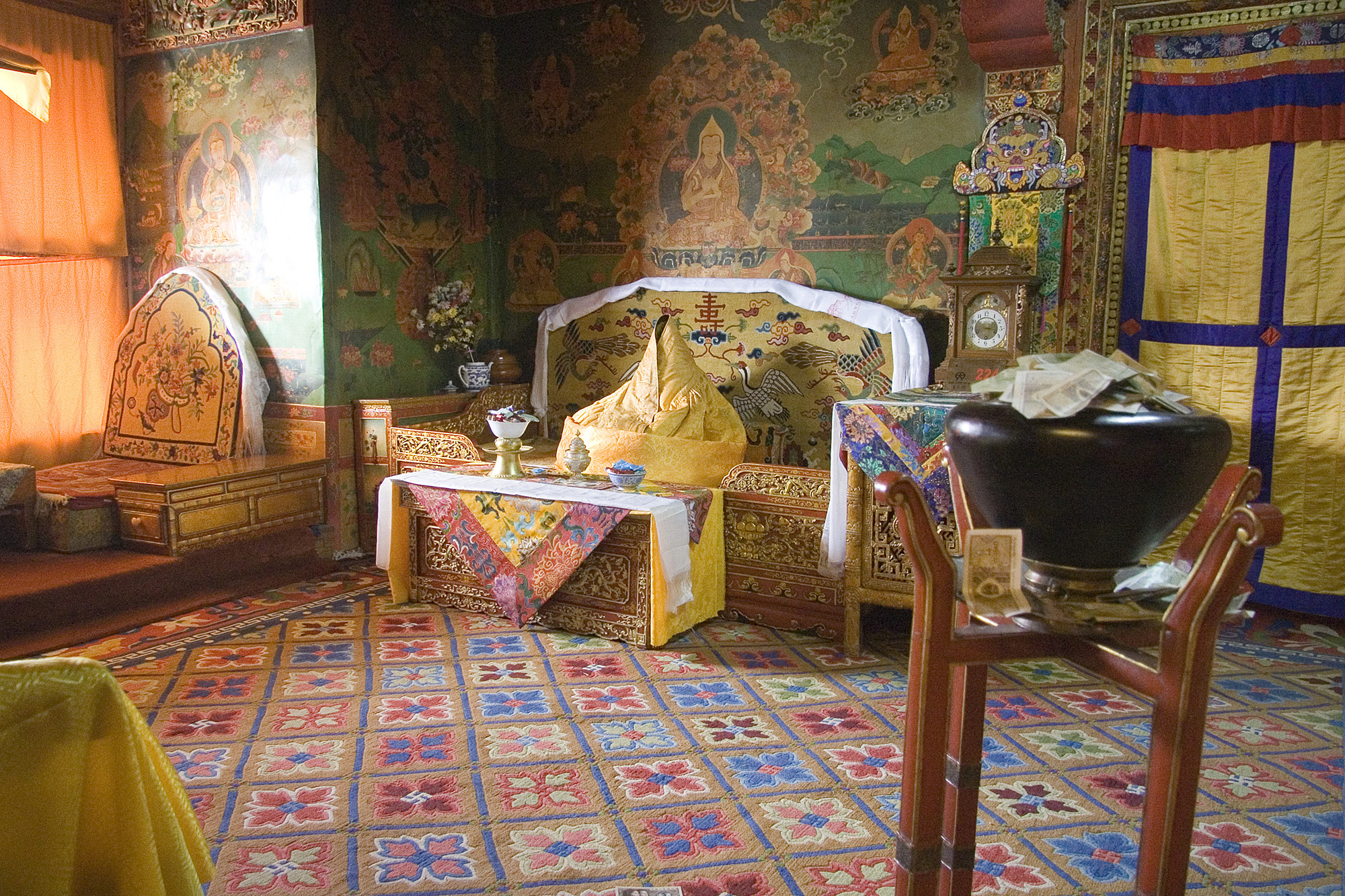
Ex residenza del Dalai Lama. La statua sul trono rappresenta Tenzin Gyatso, l'attuale Dalai Lama

Lozang Gyatso, il quinto Dalai Lama, iniziò la costruzione del palazzo del Potala nel 1645 dopo che uno dei suoi consiglieri spirituali, Konchog Chophel (morto nel 1646), fece notare che il luogo sarebbe stato ideale come sede del governo, situato tra i monasteri di Drepung e Sera e l'antica città di Lhasa. Il Dalai Lama ed il suo governo si spostarono a Potrang Karpo ('Palazzo Bianco') nel 1649. La costruzione proseguì fino al 1694, circa dodici anni dopo la sua morte. Potala venne usato come palazzo invernale dal Dalai Lama dell'epoca. Il Potrang Marpo ('Palazzo Rosso') venne aggiunto tra il 1690 ed il 1694.
(Lowell Thomas, Jr. (1951). Out of this World: Across the Himalayas to Tibet. Ristampa: 1952, p. 181. Macdonald & Co., Londra)
Il palazzo venne leggermente danneggiato durante la rivolta contro il governo cinese del 1959, nella quale i cinesi bombardarono le finestre del palazzo. Si salvò anche durante la Grande rivoluzione culturale del 1966 grazie all'intervento in prima persona di Zhou Enlai, Primo ministro cinese di quel periodo che si oppose alla rivoluzione. Quasi tutti i 100.000 volumi di scritture, i documenti storici ed altre opere vennero rimossi, danneggiati o distrutti.
Il Palazzo di Potala venne inserito dall'UNESCO tra i patrimoni dell'umanità nel 1994. Nel 2000 e nel 2001 vennero aggiunti al patrimonio il tempio di Jokhang e di Norbulingka. L'UNESCO evidenziò il problema dato dalla veloce urbanizzazione, che stava portando alla creazione di moderni edifici a ridosso del palazzo.. Il governo cinese rispose emanando una legge che impediva la costruzione nei paraggi di edifici alti più di 21 metri. Un secondo problema era rappresentato dai materiali utilizzati durante i restauri, iniziati nel 2002 con un costo di 180 milioni di Renminbi (circa 15,52 milioni di euro), nonostante il direttore del palazzo, Qiangba Gesang, abbia chiarito che sono stati usati solo materiali originali. Il palazzo è stato restaurato anche tra il 1989 ed il 1994, con 55 milioni di Renminbi (4,74 milioni di euro).
Dal 1º maggio 2003 il numero di turisti ammessi a palazzo è limitato a 1600 al giorno, con un orario ridotto a sei ore al giorno per evitare l'affollamento. Prima di imporre questo limite la media di turisti al giorno era di 1500 persone, con picchi di oltre 5000. Le visite al tetto della struttura sono state eliminate dopo i restauri del 2006, per evitare nuovi danni. La quota è stata elevata a 2300 persone per venire incontro ad un aumento del 30% delle visite in seguito all'apertura della ferrovia del Qingzang che dal 1º luglio 2006, raggiunge Lhasa, ma spesso questo limite viene raggiunto a metà mattinata. Le ore di apertura sono state aumentate durante il periodo di alta stagione, tra luglio e settembre, quando oltre 6000 persone al giorno vogliono visitare il luogo.

## Architettura

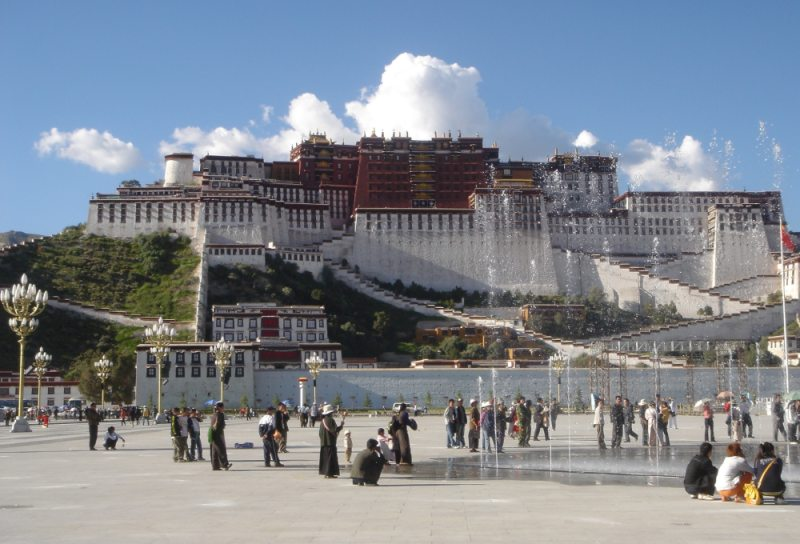

Costruito ad un'altitudine di 3700 metri, sul versante del Marpo Ri ('Montagna Rossa') al centro della valle di Lhasa, il Palazzo del Potala, con i suoi grandi muri inclinati rotti solo nella parte superiore da file di finestre, e con i tetti piatti ai vari livelli, non è molto diverso da una fortezza. Sul lato meridionale della roccia si trova un grande spazio racchiuso da mura e porte, con un grande portico all'interno. Una serie di scale, interrotte da lievi salite, conducono alla sommità. Tutta la larghezza della rocca è occupata dal palazzo.
La parte centrale di questo gruppo di edifici sorge in un quadrato posto sopra gli altri satelliti, e termina con baldacchini dorati simili a quelli di Jokhang. Questa parte centrale del palazzo viene chiamata "Palazzo Rosso" a causa del colore cremisi, che gli permette di distinguersi dal resto. Contiene le mura, le cappelle ed i santuari principali dei passati Dalai Lama. Al suo interno vi sono numerosi dipinti decorativi, con opere tempestate di gioielli, intarsi ed altri ornamenti.
Il tempio cinese di Putuo Zongcheng, costruito tra il 1767 ed il 1771, prende spunto dal Palazzo del Potala. È stato elencato dallo show della televisione americana Good Morning America e dal giornale USA Today tra le "Sette meraviglie del mondo moderno".

## Il Potrang Karpo o 'Palazzo Bianco'

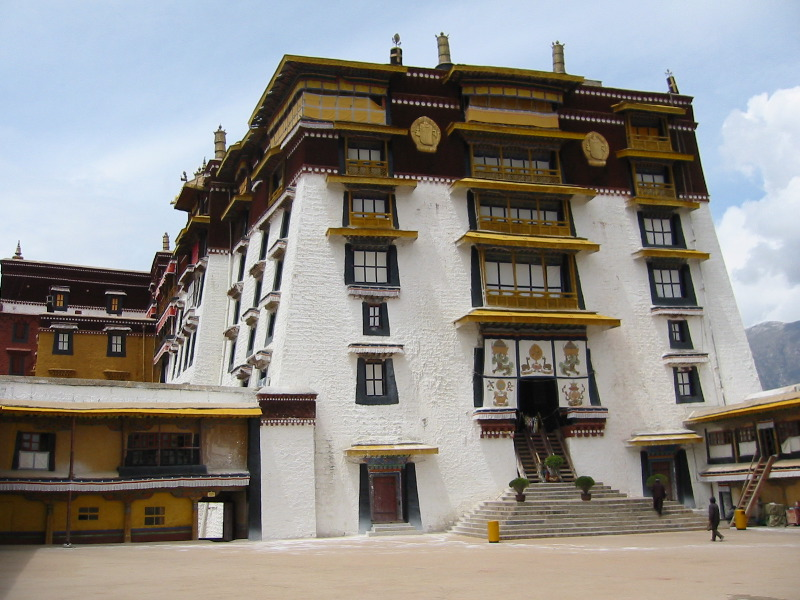
Il Palazzo Bianco

Il Palazzo Bianco è quella parte del Palazzo del Potala che contiene le residenze del Dalai Lama. Il primo Palazzo Bianco venne costruito al tempo del quinto Dalai Lama, e lui ed il suo governo vi si trasferirono nel 1649. Venne ampliato fino a raggiungere le dimensioni attuali dal tredicesimo Dalai Lama all'inizio del XX secolo. Il palazzo non venne usato per motivi religiosi, ma conteneva solo residenze, uffici, il seminario e la stamperia. Il cortile interno tinteggiato di giallo, noto come Deyangshar, separa gli appartamenti del Dalai Lama e dei monaci dal Palazzo Rosso, l'altro lato del sacro Potala, adibito agli usi religiosi di studio e preghiera. Contiene il sacro stupa dorato (le tombe di otto Dalai Lama), la sala delle assemblee dei monaci, varie cappelle e santuari, e biblioteche che contengono importanti scritture del buddhismo, il Kangyur di 108 volumi ed il Tengyur di 225. L'edificio giallo situato a lato del Palazzo Bianco ospita le grandi bandiere ricamate con simboli sacri che vengono appese alla facciata meridionale durante il Capodanno.

## Il Potrang Marpo o 'Palazzo Rosso'

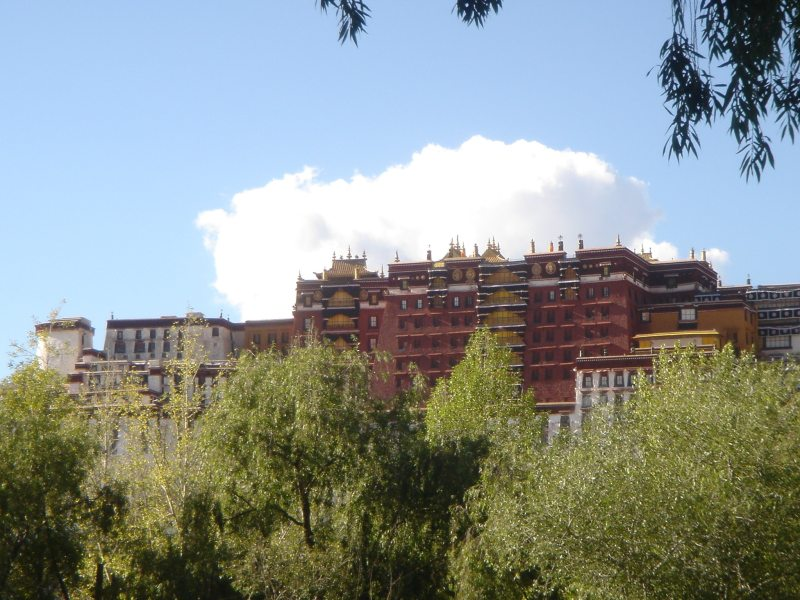
Il Palazzo Rosso

Il Palazzo Rosso è la parte del Palazzo del Potala dedicata agli studi religiosi ed alla preghiera buddista. Contiene una struttura complicata composta da diversi muri, cappelle e biblioteche su diversi livelli, con un complesso gruppo di piccole gallerie e corridoi:

### La Grande Sala Occidentale

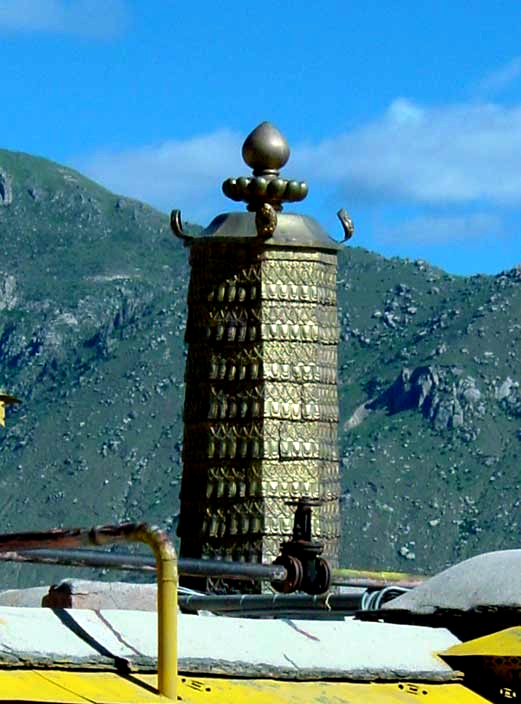
Un Dhvaja sul tetto

La sala centrale del Palazzo Rosso è la Grande Sala Occidentale. È composta da quattro grandi cappelle che celebrano la gloria e la potenza del costruttore del Potala, il quinto Dalai Lama. La sala è famosa per i preziosi murales che si rifanno alle miniature persiane, e raffigurano eventi della vita del quinto Dalai Lama. La famosa scena della sua visita all'imperatore Shun Zhi di Pechino si trova sul muro orientale, all'esterno dell'entrata. Abiti speciali provenienti dal Bhutan avvolgono le numerose colonne e pilastri della sala.

### La Cappella del Santo
Sul lato settentrionale di questa sala del Palazzo Rosso si trova il sacro santuario del Potala. Sopra la porta si trova un'iscrizione in blu e oro fatta dall'imperatore cinese Tongzhi, proclamando il Buddismo un "campo benedetto di favolosa frutta". Questa cappella, come la grotta di Dharma sotto di lei, viene datata al XVII secolo. Contiene un'antica piccola statua tempestata di pietre preziose raffigurante Avalokiteśvara con due dei suoi discepoli. Al piano inferiore si trova uno stretto passaggio che conduce alla Grotta di Dharma, dove si crede che Songtsen Gampo abbia studiato la dottrina. Nella sacra grotta si trovano immagini di Songtsen Gampo, delle mogli, del suo primo ministro e di Sambhota, lo studioso che creò la scrittura tibetana, e di numerose divinità.

### La Cappella Settentrionale

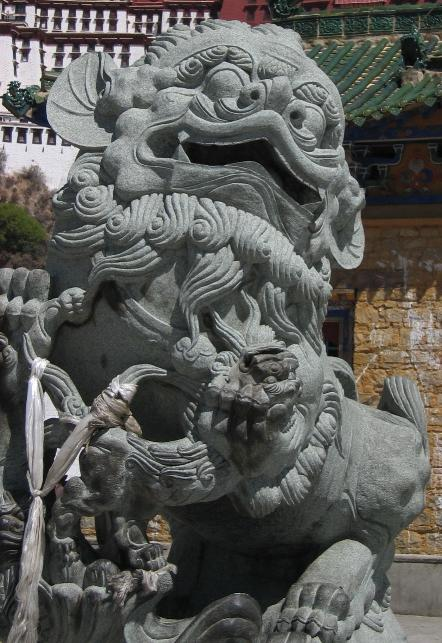
Leoni proteggono l'entrata del Palazzo del Potala

La Cappella Settentrionale contiene un Gautama Buddha sulla sinistra ed il quinto Dalai Lama sulla destra, entrambi seduti su magnificenti troni dorati. La loro identica altezza e la stessa aura ne indicano lo stesso status. All'estremità sinistra si trova lo stupa dorato, tomba dell'undicesimo Dalai Lama che morì bambino. Sulla destra si trova Avalokiteshvara con le sue incarnazioni, compreso Songtsen Gampo ed i primi quattro Dalai Lama. In una stanza a parte, collegata a questa cappella, si trova una biblioteca con le sacre scritture.

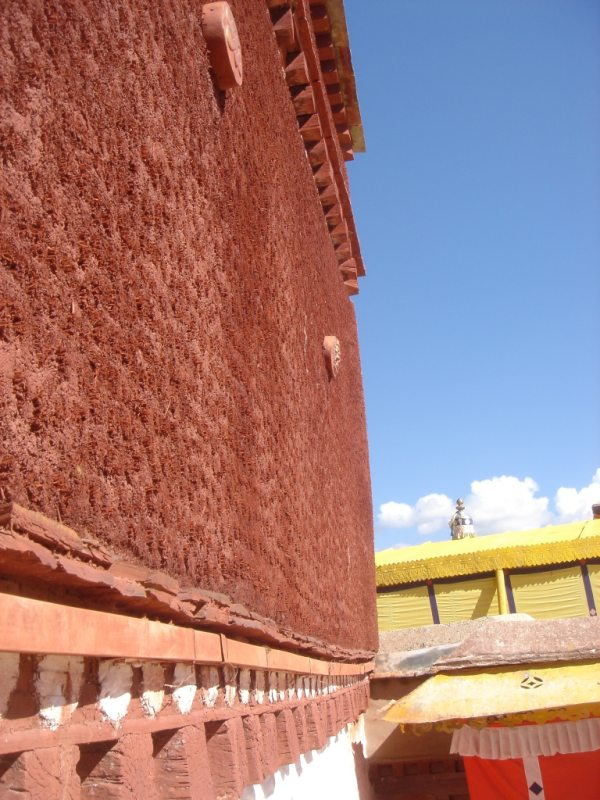
I muri esterni del Palazzo Rosso

### La Cappella Meridionale
La Cappella Meridionale è incentrata su Padmasambhava, guaritore e santo indiano. La consorte Yeshe Tsogyal, regalo del re, si trova vicino al suo ginocchio sinistro, mentre l'altra moglie proveniente dalla sua terra nativa di Swat si trova vicino al destro. Alla sua sinistra otto delle sue manifestazioni meditano. Alla destra altre otto manifestazioni arrabbiate usano poteri magici per sottomettere i demoni della fede Bön.

### La Cappella Orientale
La Cappella Orientale è dedicata a Tsong Khapa, fondatore della tradizione Gelug. L'immagine centrale è circondata dai Lama del monastero Sakya che regnarono brevemente sul Tibet, creando una loro tradizione prima di venire convertiti da Tsong Khapa. Le altre statue sono scolpite in materiali diversi, e raffigurano espressioni nobili.

### La Cappella Occidentale
È questa la cappella che contiene i cinque stupa dorati. L'enorme stupa centrale, 14,85 metri di altezza, contiene il corpo mummificato del quinto Dalai Lama. Questo stupa è costruito in legno di sandalo ricoperto da 3.727 kg di puro oro, tempestato da 18.680 perle e gioielli semi-preziosi. Sulla sinistra si trova lo stupa funerario del dodicesimo Dalai Lama, e sulla destra quello del decimo. Il vicino stupa del tredicesimo misura 22 metri di altezza. I due sul fondo contengono importanti scritture.

### La Prima Galleria

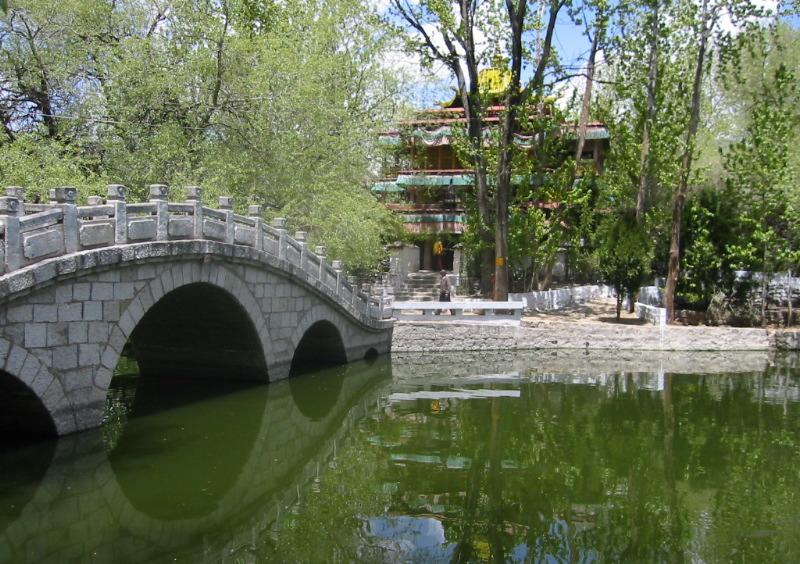
Il tranquillo parco, e la cappella dietro al Potala

La Prima Galleria si trova al piano sopra la Cappella Occidentale, e contiene numerose finestre che forniscono luce e ventilazione alla Grande Sala Occidentale ed alle cappelle sottostanti. Tra le finestre si trovano superbi murales che mostrano il Potala con precisi dettagli.

### La Seconda Galleria
La Seconda Galleria dà accesso al padiglione centrale usato dai visitatori del palazzo per l'acquisto di souvenir, e come bar.

### La Terza Galleria
La Terza Galleria, oltre a preziosi murales, contiene numerose stanze scure che la contornano, con enormi collezioni di statue in bronzo e miniature fatte in rame ed oro. La sala di preghiera del settimo Dalai Lama si trova sul lato meridionale, mentre ad est un'entrata collega questa galleria alla Cappella del Santo ed al Deyangshar tra i due palazzi.

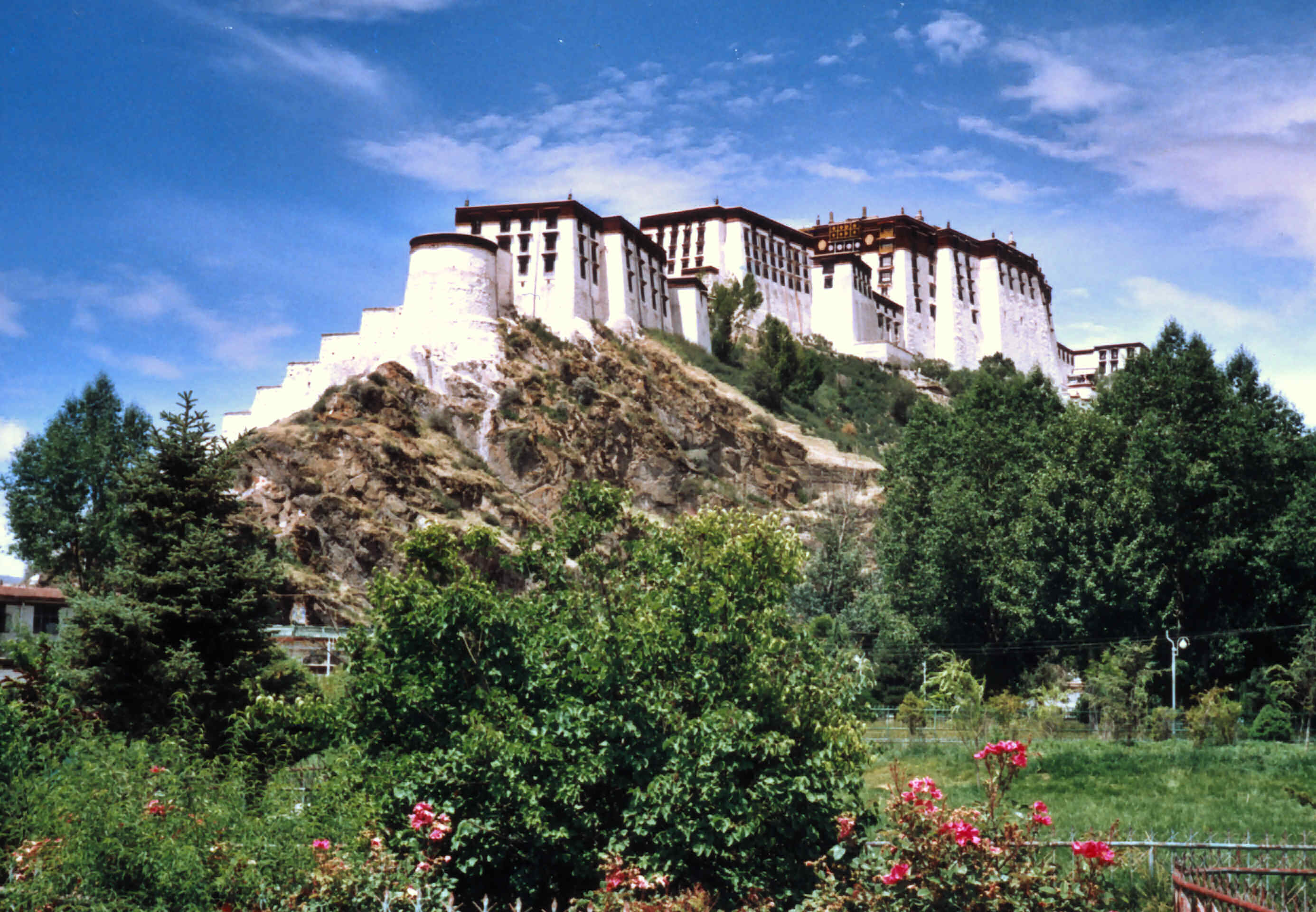

### La tomba del tredicesimo Dalai Lama
La tomba del tredicesimo Dalai Lama si trova ad ovest della Grande Sala Occidentale, e può essere raggiunta solo da un piano superiore, ed in compagnia di un monaco o di una guida del Potala. Costruito nel 1933, lo stupa gigante contiene gioielli inestimabili ed una tonnellata di oro. Misura 14 metri di altezza. Tra le offerte votive si trovano zanne d'elefante provenienti dall'India, leoni in porcellane e vasi, oltre ad una pagoda costruita con oltre 200.000 perle. Degli elaborati murales in stile tradizionale tibetano raffigurano numerosi eventi della vita del tredicesimo Dalai Lama nel corso del XX secolo.

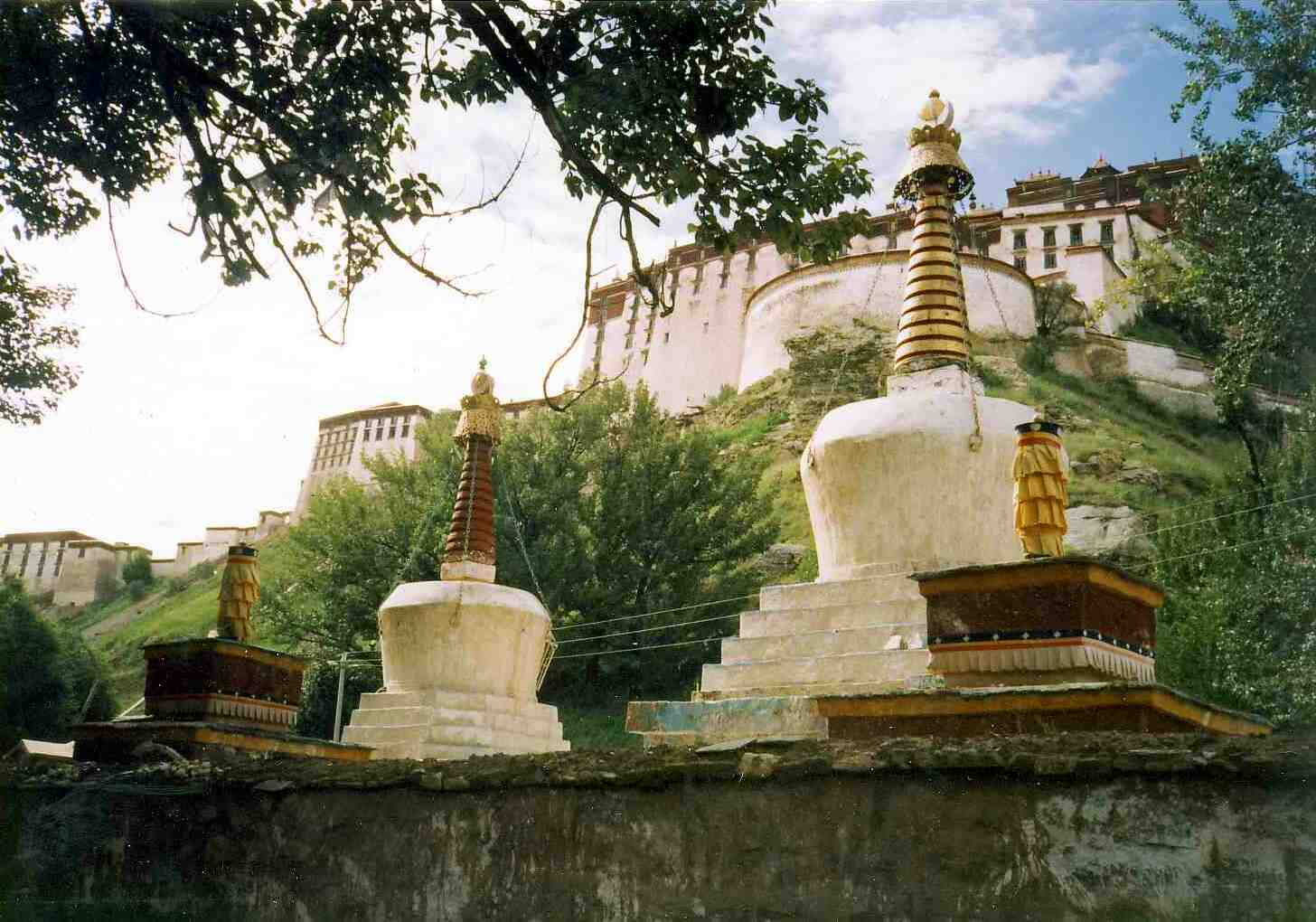
Vista laterale del Potala

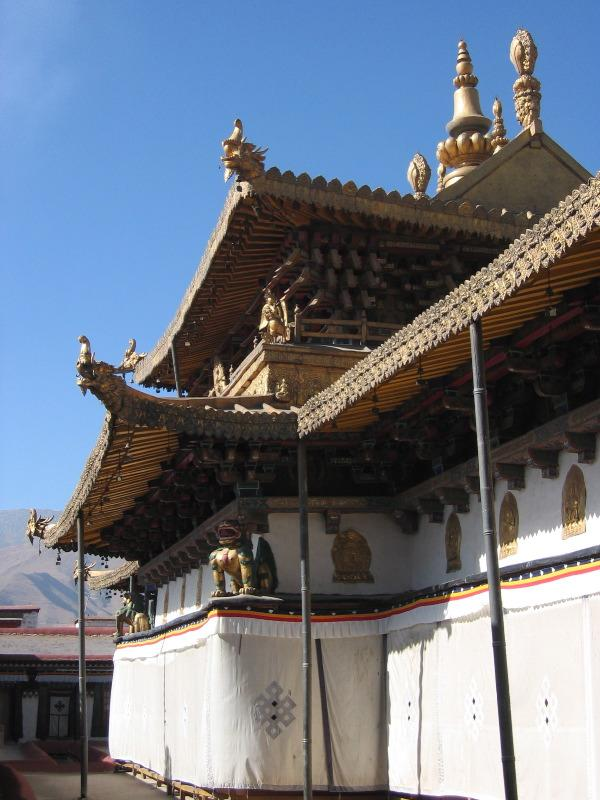
Tetto superiore del Potala

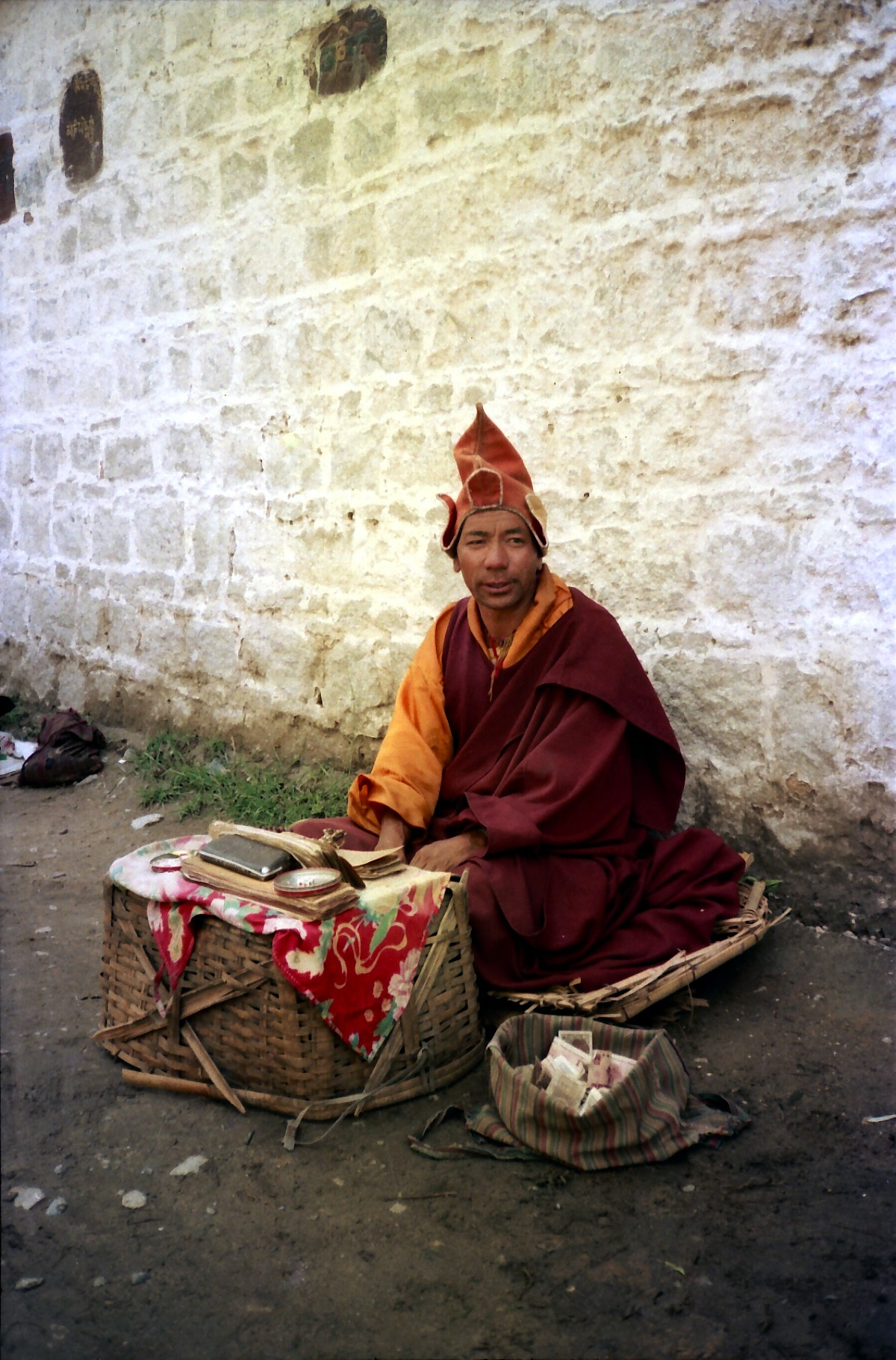
Monaco mendicante alla base del Potala, 1993